# Aeropuerto de Varsovia-Modlin
El aeropuerto de Varsovia-Modlin (en polaco: Mazowiecki Port Lotniczy Warszawa-Modlin) (IATA: WMI, OACI: EPMO) se encuentra en la ciudad de Nowy Dwór Mazowiecki, a 40 km al norte de Varsovia. Varsovia-Modlin es el segundo aeropuerto en Varsovia (Aeropuerto de Varsovia-Frédéric Chopin). En Modlin durante julio de 2012 operaron dos aerolíneas: Wizz Air y Ryanair.
El aeropuerto es utilizado en la actualidad en exclusiva por la aerolínea de bajo coste Ryanair. El aeropuerto principal de Varsovia es el Aeropuerto de Varsovia-Chopin.

## Historia
Fue diseñado originalmente para uso militar en la Segunda República de Polonia en 1937, sin embargo, no fue inaugurado por las autoridades polacas. En lugar de ello, se hizo operativo durante la Segunda Guerra Mundial en 1940 como una base aérea de la Luftwaffe alemana en la Polonia ocupada. Durante la posguerra, entre 1945 y 2000 fue utilizado por las fuerzas aéreas polacas y soviéticas. En 2000 el Ministerio de Defensa Nacional de Polonia declaró cerrado el campo de aviación. En ese momento, la pista del aeropuerto estaba en malas condiciones y carecía de iluminación y de ayudas a la radionavegación modernas y adecuadas, tales como un Sistema de aterrizaje instrumental.

## Infraestructuras

### Terminal
El aeropuerto cuenta con un nuevo edificio terminal de una planta que contiene todas las instalaciones de salidas y llegadas, así como algunas tiendas. Las zona de estacionamiento de aeronaves puede alojar a 10 aviones, ya que no dispone de fingers y se utiliza el embarque a pie de pista y mediante autobús.

### Pista
El aeropuerto tiene una pista para el aterrizaje y despegue asfaltada de 2.500 m de longitud y 60 m de ancho a una altura de 104 m, que también cuenta con una calle de rodaje paralela en toda su longitud.

### Destinos internacionales
| Ciudades por países | Nombre del aeropuerto                                  | Aerolíneas           |
| África              | África                                                 | África               |
| ------------------- | ------------------------------------------------------ | -------------------- |
| Chipre              |                                                        |                      |
| Pafos               | Aeropuerto Internacional de Pafos                      | Ryanair (Estacional) |
| Europa              |                                                        |                      |
| Albania             |                                                        |                      |
| Tirana              | Aeropuerto Internacional Madre Teresa                  | Ryanair              |
| Bélgica             |                                                        |                      |
| Charleroi           | Aeropuerto de Charleroi Bruselas-Sur                   | Ryanair              |
| Bulgaria            |                                                        |                      |
| Burgas              | Aeropuerto de Burgas                                   | Ryanair (Estacional) |
| Croacia             |                                                        |                      |
| Zadar               | Aeropuerto de Zadar                                    | Ryanair (Estacional) |
| Dinamarca           |                                                        |                      |
| Copenhague          | Aeropuerto de Copenhague-Kastrup                       | Ryanair (Estacional) |
| España              |                                                        |                      |
| Alicante            | Aeropuerto de Alicante-Elche                           | Ryanair              |
| Barcelona           | Aeropuerto de Barcelona-El Prat                        | Ryanair              |
| Madrid              | Aeropuerto Adolfo Suárez Madrid-Barajas                | Ryanair              |
| Málaga              | Aeropuerto de Málaga-Costa del Sol                     | Ryanair              |
| Palma de Mallorca   | Aeropuerto de Palma de Mallorca                        | Ryanair (Estacional) |
| Tenerife            | Aeropuerto de Tenerife-Sur                             | Ryanair              |
| Finlandia           |                                                        |                      |
| Helsinki            | Aeropuerto de Helsinki-Vantaa                          | Ryanair              |
| Francia             |                                                        |                      |
| Beauvais            | Aeropuerto de Beauvais-Tillé                           | Ryanair              |
| Grecia              |                                                        |                      |
| Corfú               | Aeropuerto Internacional de Corfú-Ioannis Kapodistrias | Ryanair (Estacional) |
| La Canea            | Aeropuerto Internacional de La Canea                   | Ryanair (Estacional) |
| Rodas               | Aeropuerto Internacional de Rodas-Diágoras             | Ryanair (Estacional) |
| Salónica            | Aeropuerto Internacional Macedonia                     | Ryanair (Estacional) |
| Zante               | Aeropuerto Internacional de Zante                      | Ryanair (Estacional) |
| Hungría             |                                                        |                      |
| Budapest            | Aeropuerto de Budapest-Ferenc Liszt                    | Ryanair (Estacional) |
| Irlanda             |                                                        |                      |
| Dublín              | Aeropuerto de Dublín                                   | Ryanair              |
| Italia              |                                                        |                      |
| Bari                | Aeropuerto de Bari-Palese                              | Ryanair              |
| Bérgamo             | Aeropuerto de Bérgamo-Orio al Serio                    | Ryanair              |
| Bolonia             | Aeropuerto de Bolonia                                  | Ryanair              |
| Catania             | Aeropuerto de Catania-Fontanarossa                     | Ryanair (Estacional) |
| Nápoles             | Aeropuerto de Nápoles-Capodichino                      | Ryanair (Estacional) |
| Roma                | Aeropuerto de Roma-Ciampino                            | Ryanair              |
| Treviso             | Aeropuerto de Sant'Angelo Treviso                      | Ryanair (Estacional) |
| Malta               |                                                        |                      |
| Malta               | Aeropuerto Internacional de Malta                      | Ryanair              |
| Países Bajos        |                                                        |                      |
| Eindhoven           | Aeropuerto de Eindhoven                                | Ryanair              |
| Portugal            |                                                        |                      |
| Lisboa              | Aeropuerto de Lisboa                                   | Ryanair              |
| Oporto              | Aeropuerto de Oporto-Francisco Sá Carneiro             | Ryanair (Estacional) |
| Reino Unido         |                                                        |                      |
| Birmingham          | Aeropuerto de Birmingham                               | Ryanair              |
| Glasgow             | Aeropuerto Internacional de Glasgow                    | Ryanair (Estacional) |
| Londres             | Aeropuerto de Londres-Stansted                         | Ryanair              |
| Suecia              |                                                        |                      |
| Estocolmo           | Aeropuerto de Estocolmo-Arlanda                        | Ryanair (Estacional) |

## Estadísticas
|                                       | Pasajeros | Variación | Operaciones |
| ------------------------------------- | --------- | --------- | ----------- |
| 2012                                  | 857.481   |           | 6.379       |
| 2013                                  | 344.476   | 59,8%     | 2.426       |
| 2014                                  | 1.703.219 | 394,4%    | 11.135      |
| 2015                                  | 2.588.175 | 52%       | 16.280      |
| Fuente: Aeropuerto de Varsovia Modlin |           |           |             |

### Rutas más transitadas
| Puesto | Aeropuerto         | Pasajeros |
| ------ | ------------------ | --------- |
| 1      | Londres-Stansted   | 325 131   |
| 2      | Bruselas-Charleroi | 125 094   |
| 3      | Roma-Ciampino      | 106 723   |
| 4      | Dublín             | 92 803    |
| 5      | Oslo-Rygge         | 90 403    |
| 6      | Wrocław            | 80 151    |
| 7      | Milán-Bergamo      | 72 542    |
| 8      | Estocolmo-Skavsta  | 71 653    |
| 9      | Gdansk             | 70 554    |
| 10     | Barcelona          | 62 713    |